# Kính ngữ hoàng gia
Imperial Highness (tiếng Pháp: Altesse impériale; tiếng Ý: Altezza Imperiale; tiếng Nga: Императорское Высочество; tiếng Đức: Kaiserliche Hoheit; tiếng Tây Ban Nha: Alteza Imperial) là một dạng kính ngữ tương tự Royal Highness, nhưng được sử dụng ở các Hoàng gia (Imperial family) - nơi mà một Hoàng đế trị vì một Đế quốc.
Đây là cách gọi cụ thể và chính xác nhất đối ứng với Điện hạ của các nước đồng văn Đông Á.

## Khái quát
Kính xưng này xuất hiện rất muộn, được sử dụng bởi nhà Romanov của Đế quốc Nga vào thế kỉ 18, dùng để gọi các Hoàng tử (Grand Duke) và Hoàng nữ (Grand Duchess), hoặc các hậu duệ 2 đời của các Hoàng tử. Dù nhà Habsburg trị vì Thánh chế La Mã với tước hiệu Hoàng đế, song thể chế của La Mã là bầu cử, nên các thành viên hoàng thất này (Đại vương công Áo và Nữ Đại vương công Áo) chỉ là Royal Highness mà không phải Imperial Highness theo lý thuyết.
Gia đình của Nikolai II của Nga, ngoại trừ Hoàng đế cùng Hoàng hậu Aleksandra Fyodorovna, thì 4 người con gái khác là các Nữ đại vương công Olga, Tatiana, Maria và Anatasia đều không sử dụng kính ngữ Imperial Highness dù có thể được dùng. Trong các con của Sa hoàng và Sa hậu, chỉ có người con trai duy nhất, Aleksei Nikolaevich, thường được gọi và biết đến với danh vị đầy đủ của một Thái tử Nga là [Его Императорское Высочество Государь Наследник Цесаревич и Великий КнязьYego Imperatorskoye Vysochestvo Gosudar' Naslednik Tsesarevich i Velikiy Knyaz'; His Imperial Highness, Sovereign Heir Cesarevich and Grand Duke].
Từ năm 1804, ở Áo thành lập nên Đế quốc Áo, các thành viên của hoàng gia Áo cũng sử dụng Imperial Highness để biểu thị vị trí hoàng gia tối thượng, vượt trên Royal Highness của Vương tộc Anh. Các Đế quốc khác như Đế quốc Pháp, Đế quốc Brazil, Đế quốc Ottoman và Đế quốc Ethiopia cũng sử dụng các danh xưng bản địa ngữ khác nhau, mà đều được dịch thành Imperial Highness tương ứng. Rồi sau Thỏa hiệp Áo-Hung năm 1867, tách bạch Đế quốc Áo cùng Vương quốc Hungary riêng lẽ dù phụ thuộc ngai vị Hoàng đế như cũ, đã khiến hoàng gia Áo sử dụng kính xưng ["Imperial and Royal Highness"] để rõ ràng hơn, điều này cũng tương tự Đế quốc Đức đồng thời nắm Vương quốc Phổ vậy. Điều này cũng xảy ra với những người thuộc Hoàng gia nhưng lại cưới một người thuộc Vương thất, chủ yếu có 2 vị đáng chú ý:
- Nữ đại vương công Yelena Vladimirovna của Nga, bà vốn là Her Imperial Highness do là con gái của Đại vương công Vladimir Aleksandrovich của Nga - em trai của Sa hoàng Aleksandr III của Nga. Khi cưới Vương tử Nicholas của Hy Lạp và Đan Mạch, một người thuộc Vương thất, bà dùng danh xưng [Her Imperial and Royal Highness Princess Nicholas of Greece and Denmark, Grand Duchess of Russia].
- Nữ đại vương công Maria Aleksandrovna của Nga, bà vốn là Her Imperial Highness do là con gái của Sa hoàng Aleksandr II của Nga. Khi cưới Vương tử Alfred của Liên hiệp Anh - con trai thứ hai của Victoria của Anh, bà dùng danh xưng [Her Imperial and Royal Highness The Duchess of Saxe-Coburg and Gotha, Duchess of Edinburgh].

Ngày nay, các Đế quốc Châu Âu đã không còn, tuy Vương quốc Liên hiệp Anh và Bắc Ireland có vị thế lớn mạnh, song về tước hiệu đó vẫn chỉ là Vương quốc (United Kingdom), nên họ vẫn chỉ là Vương thất (Royal family) và chỉ dùng Royal Highness dành cho các hậu duệ trực hệ. Hoàng gia đúng nghĩa duy nhất trên thế giới chỉ còn có Hoàng gia Nhật Bản, và Imperial Highness thường là cách dịch tiếng Anh của kính ngữ Điện hạ mà Hoàng gia Nhật hay dùng, với phương ngữ là [殿下; Denka].

## Nhân vật

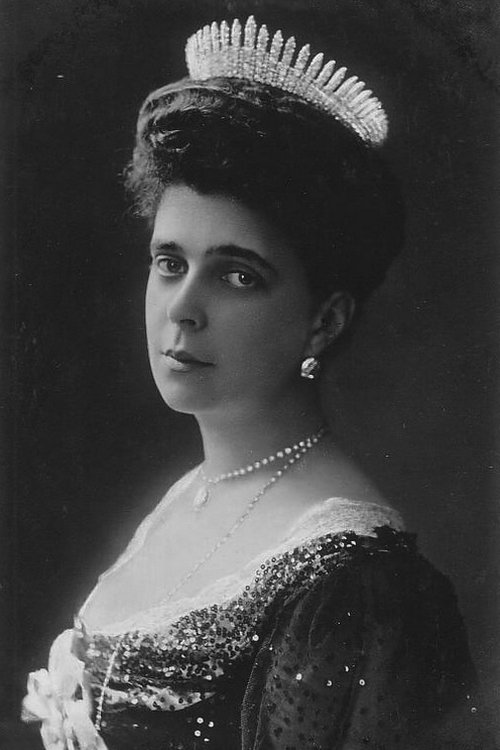
Her Imperial and Royal Highness, Nữ đại vương công Yelena Vladimirovna, vợ của Vương tử Nicholas của Hy Lạp và Đan Mạch
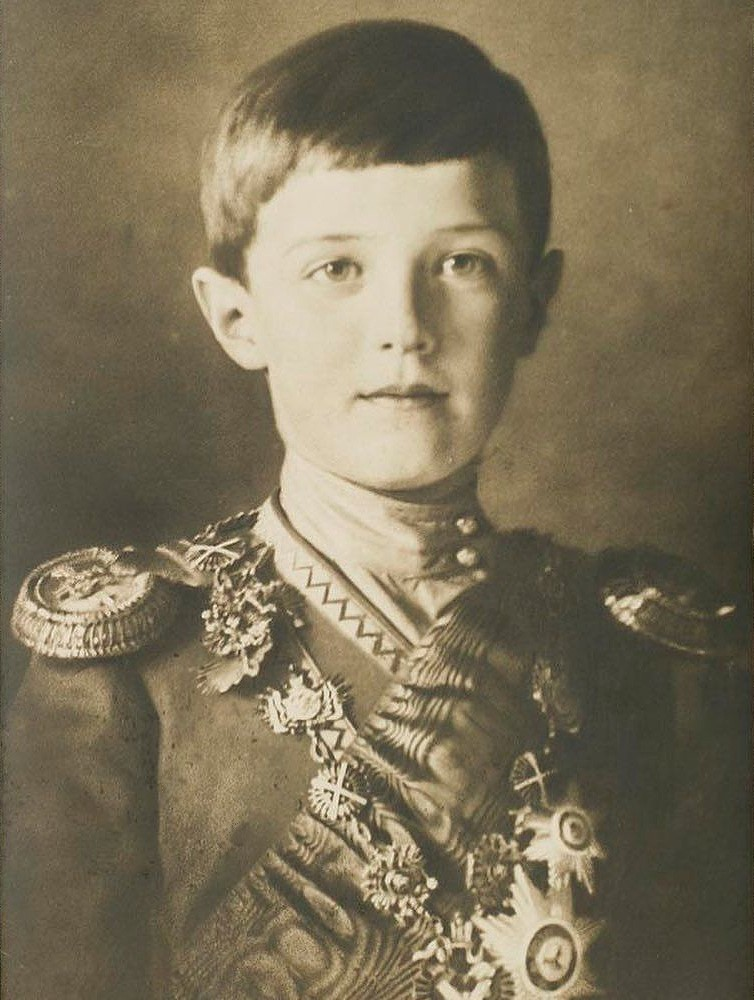
Yego Imperatorskoye Vysochestvo, Tsarevich Aleksei, con trai của Sa hoàng Nicolas II
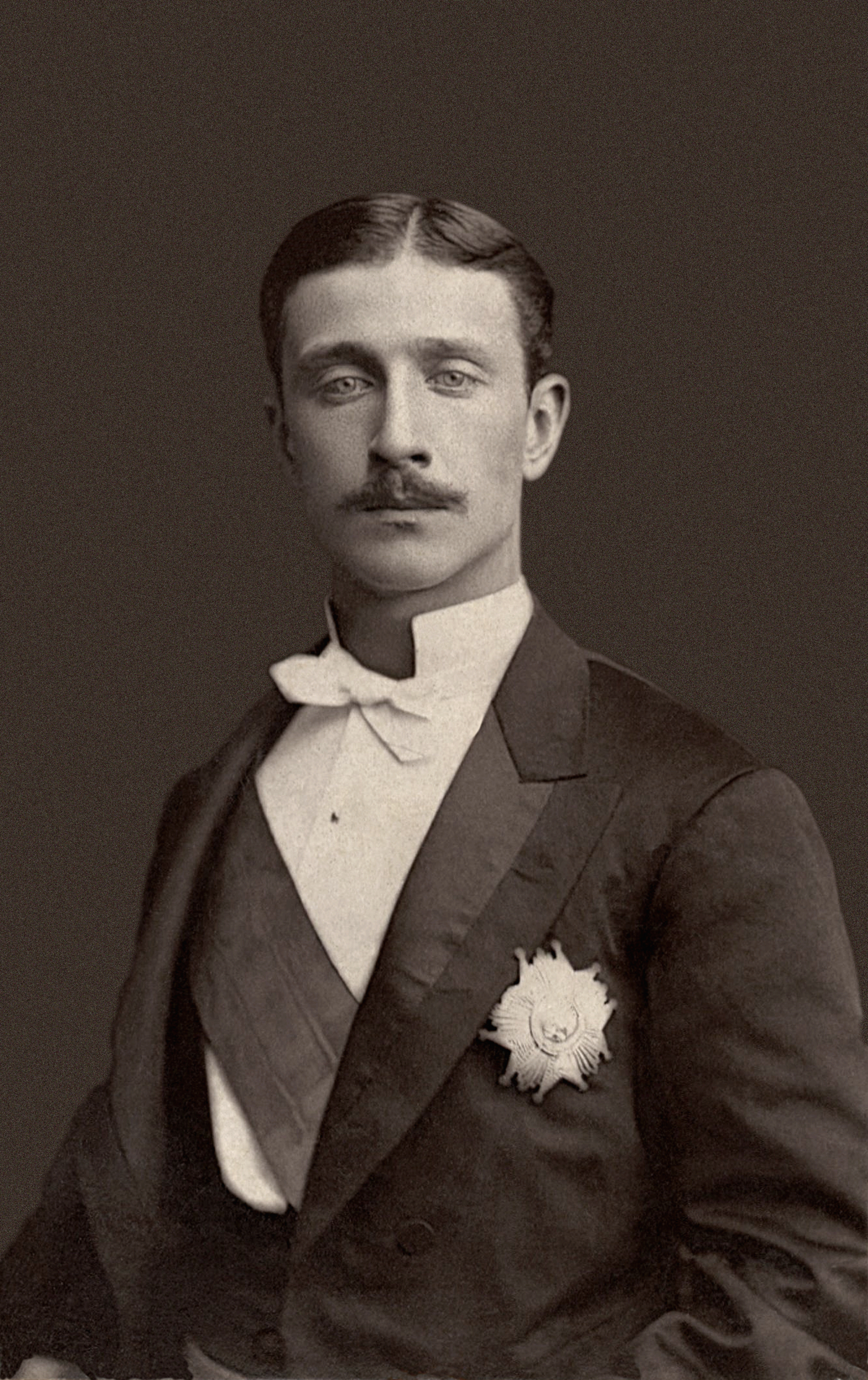
Son Altesse Impériale, Napoléon, Hoàng thái tử, con trai của Napoléon III
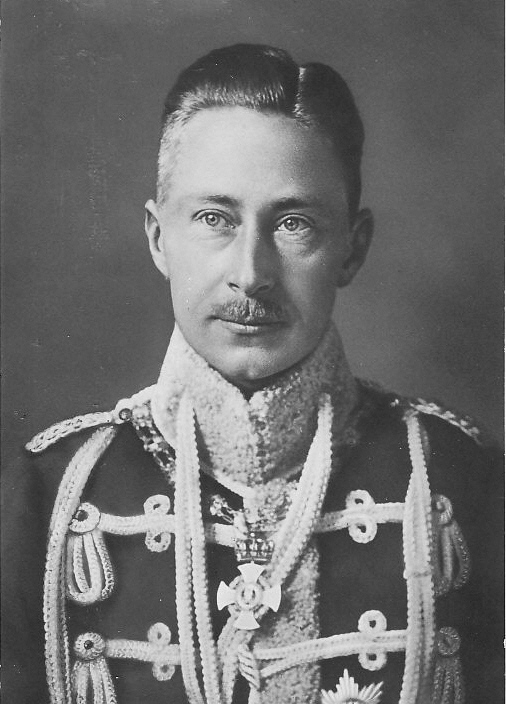
Seine Kaiserliche und Königliche Hoheit, Wilhelm, Thái tử Đức, con trai của Hoàng đế Wilhelm II
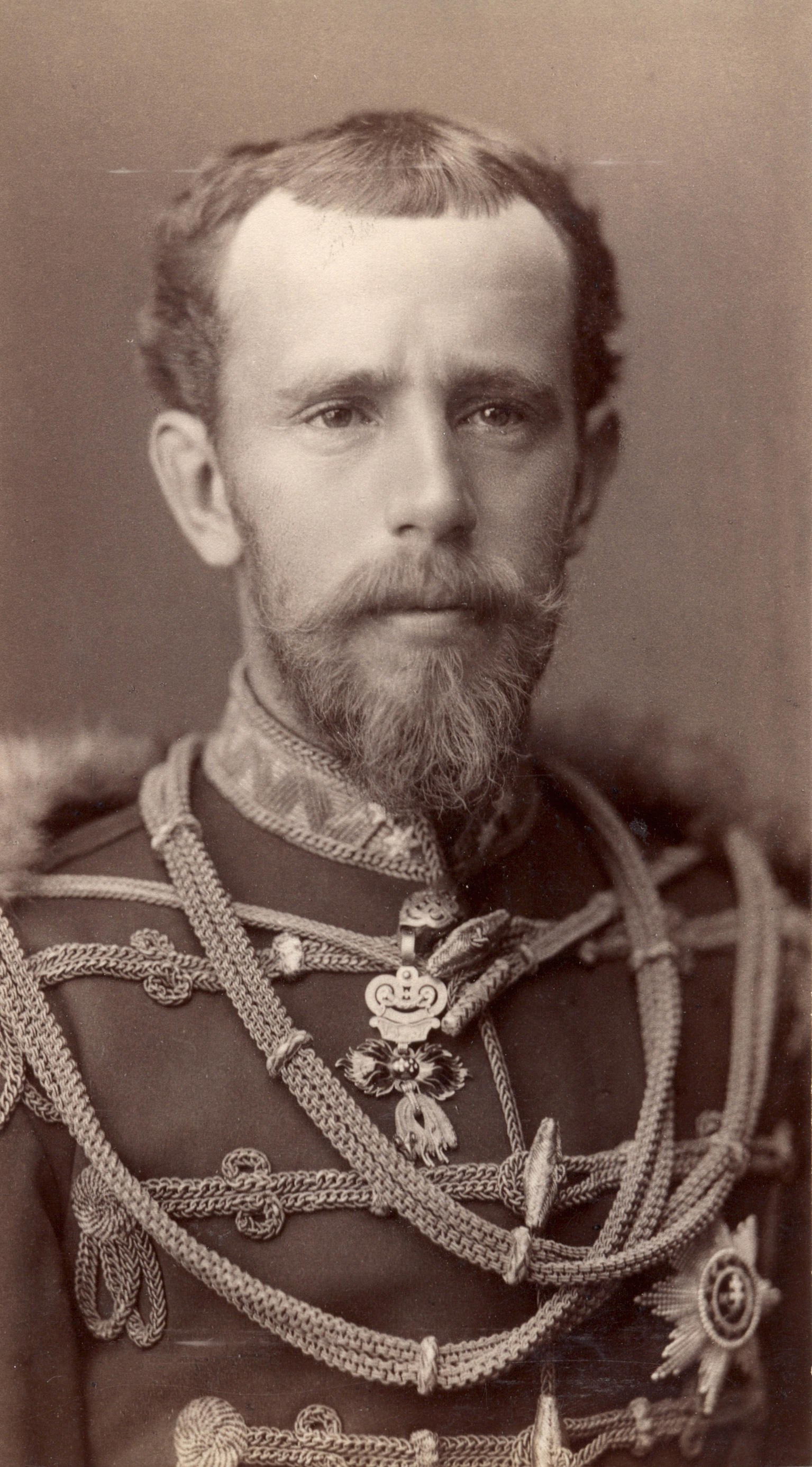
Seine Kaiserliche und Königliche Hoheit, Rudolf, Kronprinz von Österreich, con trai của Hoàng đế Franz Joseph I
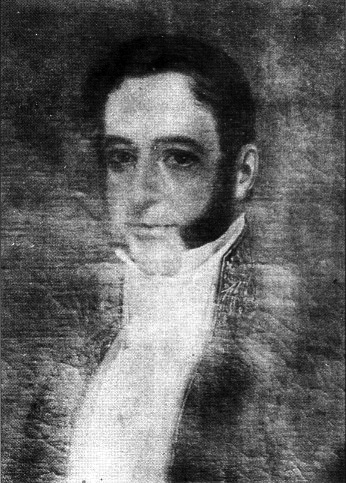
Su Alteza Imperial, Agustín Jerónimo de Iturbide, con trai của Hoàng đế Mexico Agustín de Iturbide